# Elena Lacková
Elena Lacková de soltera Elena Doktorová, también conocida como Ilona Lacková, (Veľký Šariš, 22 de marzo de 1921 - 1 de enero de 2003) fue una escritora y dramaturga romaní de la antigua Checoslovaquia, que escribió fundamentalmente literatura para niños y jóvenes romaníes.

## Biografía
Elena Lacková nació en Veľký Šariš (Eslovaquia), siendo la primera de cinco hijos del violinista romaní Mikuláš Doktor, su madre era polaca. Se interesó por la literatura desde su tierna infancia y comenzó a escribir a la edad de 14 años. Su poema Londres – París – Veľký Šariš fue retransmitido por radio. Después de la escuela primaria, Lacková continuó su educación en la cercana ciudad de Prešov desde 1932 hasta 1935. En 1939 escribió su primera obra de teatro titulada La flor trasplantada, cuya representación, sin embargo, fue prohibida. Se casó con Jozef Lacko, con quien tuvo seis hijos, dos de los cuales murieron durante la Segunda Guerra Mundial. Sus experiencias durante la guerra formaron parte central de su obra. En 1948, escribió la obra de teatro Horiaci cigánsky tábor (Un campamento de gitanos en llamas ), que ensayó con gente del asentamiento en el que vivía en ese momento. Después de que la prensa de la época informara al respecto, estos actores y actrices fueron invitados por el Ministerio de Asuntos Sociales de Praga a representar la obra en las zonas fronterizas de las tierras checas, en las que se habían establecido muchos romaníes llegados desde Eslovaquia. En 1951, Lacková comenzó su trabajo en el Comité Popular Regional, desde el que atendía a los gitanos.
En 1960, comenzó a trabajar en la Casa Pedagógica del Distrito en Košice. En 1964, mientras trabajaba, comenzó a estudiar en la Facultad de Educación y Periodismo de la Universidad Carolina de Praga, siendo la primera romaní profesa que se licenció en Eslovaquia en 1970, a la edad de 49 años, y se convirtió en cofundadora de la Asociación Cultural de Gitanos de Prešov. Después de graduarse, trabajó durante dos años como profesora y trabajadora social en Ústí nad Labem, y más adelante como mediadora social en el este de Eslovaquia.
Entre los años 1976 a 1980, trabajó en Lemešany como bibliotecaria y dramaturga radiofónica.
Después de 1989, pasó a ser la presidenta de la Asociación Cultural de Gitanos Romaníes y fue la editora de la revista Romano ľil. En 1993, se incorporó a la Unión de Escritores Eslovacos. 
Con motivo del 9º aniversario de la Constitución de la República Eslovaca en 2001, el presidente de la República Rudolf Schuster le otorgó la Orden de Ľudovít-Štúr III grado, por su contribución al desarrollo de la vida social y cultural de los romaníes en Eslovaquia. Al cumplir 80 años, recibió la Chatam Sofer Memorial Medal por sus servicios en relación con la documentación de las consecuencias del Holocausto romaní.
Murió en la víspera de Año Nuevo de 2003 a la edad de 82 años en una residencia de ancianos en Košice, donde había pasado los últimos años de su vida. En el momento de su muerte, el sábado 4 de enero de 2003, estaba acompañada por más de 200 personas, y entre las coronas de flores recibidas había una del presidente eslovaco, Rudolf Schuster.

## Reconocimientos
- Premio de la Radio Checa (1989)[4]
- Premio Prix Bohemia (1989)
- Orden de Ľudovít Štúr, Tercera Clase. otorgada por el presidente Rudolf Schuster (2001)
- Chatam Sofer Memorial Medal (2001)[6]

## Obra
Fuentes: 
- 1935: Londres – París – Veľký Šariš, Poemas
- 1946: Horiaci cigánsky tábor, divadelní hra/ Un asentamiento gitano en llamas Obra de teatro
- 1952: Nový život/ Nueva vida, obra de teatro
- 1955: Rómské srdce/ El corazón de los romaníes, obra de teatro
- 1988: Žužika, radionovela
- 1992: Rómske rozprávky - Misa romaní, libro bilingüe
- 1994: Veľký primáš Baro" / Baro primašis Baro, Hrbatý Maren (Cuentos)
- 1997: Narodila jsem se pod šťastnou hvězdou - Autobiografía
- 2003: Husle s tromi srdcami / Lavuta trine jilenaca/ Violine mit 3 Herzen, - Cuentos

### Novelas
- Život vo vetre/Leben im Wind
- O mule na aven pale/Mŕvi sa nevracajú/Die Toten kehren nicht zurück
- Primáš Bari